# 17e brigade de soutien
Pour les articles homonymes, voir 17e brigade.

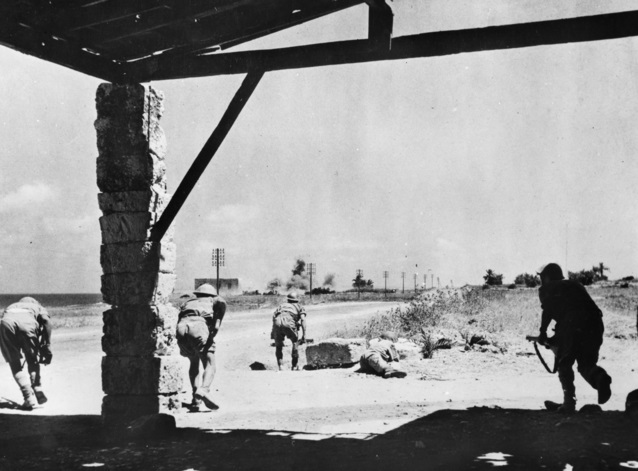
Troupes australiennes du 2/5e bataillon d'infanterie, 2e AIF, en action autour de Khalde, au Liban, en juillet 1941.

La 17e brigade de soutien (17th Sustainment Brigade), aussi appelée 17 Sust Brigade ou simplement 17 Brigade, est la base des éléments logistiques déployables de l'armée de terre australienne. La brigade 17 était connue sous le nom de Logistic Support Force (LSF, force de soutien logistique) avant mai 2006, puis 17th Combat Service Support Brigade jusqu'en 2019.

## Composition
La composition de cette brigade intègre beaucoup d'armes et de métiers. Elle comprend à la fois des éléments de réserve et des unités à plein temps. Elle intègre aussi des unités géographiquement dispersées.
- 2 Force Support Battalion (en)
- 9 Force Support Battalion (en)
- 10 Force Support Battalion (en)
- 1 Health Support Battalion (en)
- 2 Health Support Battalion
- 3 Health Support Battalion
- 1 Psychology Unit
- 39th (Personnel Support) Battalion (en)
- 17 Signals Regiment (Holsworthy Barracks)